# Pharaoh (groupe)
Pour les articles homonymes, voir Pharaoh.
Pharaoh est un groupe américain de metal progressif et power metal, originaire de Philadelphie, en Pennsylvanie, actif entre 1997 et 2023.

## Histoire
Le groupe est formé en 1997 en Pennsylvanie par quatre musiciens américains, mais les racines musicales de Pharaoh proviennent de groupes européens de power metal. Avec Tim Aymar, qui est surtout connu pour son chant sur Control Denied, Chris Kerns à la basse, Matt Johnsen à la guitare et Chris Black à la batterie, ils sortent leur premier album After the Fire en 2003. Le groupe est connu pour son instrumentation à plusieurs niveaux et ses albums bien produits.
Pharaoh a collaboré avec de nombreux musiciens de renom, notamment le guitariste Chris Poland (OHM, ex-Megadeth) sur l'album The Longest Night et le guitariste Mike Wead (de King Diamond) sur l'album Bury the Light,,.

## Discographie
- 2003 : After the Fire (album studio, Cruz del Sur)
- 2006 : The Longest Night (album studio, Cruz del Sur)
- 2008 : Be Gone (album studio, Cruz del Sur)
- 2010 : Tribute to Coroner (split, Cruz del Sur)
- 2011 : Ten Years (EP, Cruz del Sur)
- 2012 : Bury the Light (album studio, Cruz del Sur)
- 2021 :The Powers That Be (album studio, Cruz del Sur)